# School Spirits
School Spirits è una serie televisiva statunitense del 2023 di genere teen drama e soprannaturale, con protagonista Peyton List.

## Trama
La serie narra le vicende di Maddie Nears, una ragazza che si ritrova bloccata nell'oblio fra la vita e la morte dopo essere apparentemente morta. Si trova costretta a vivere nella scuola nella quale è defunta, la Split River High, senza possibilità di uscirne fuori. Qui incontra altri ragazzi che, come lei, si ritrovano in questo limbo in quanto sono morti ma non sono riusciti a passare oltre. Può vedere e sentire tutto ciò che succede all'interno della scuola, tuttavia non può ovviamente interagire con nessuno, eccetto con Simon, suo amico in vita. Maddie, insieme ai suoi nuovi amici "spiriti" e Simon, dovrà quindi cercare la verità su chi l'ha uccisa e come, per riuscire, finalmente, a passare oltre.
Dopo che il sospetto del delitto è caduto su varie persone, tra cui il ragazzo di Maddie, Xavier Baxter, il professor Anderson e il bidello della scuola, il signor South, venendo a galla vari retroscena della scuola, tra cui la sottrazione indebita da parte del Professor Anderson dei fondi destinati alle nuove divise per la squadra di football, si scopre che in realtà Maddie non è morta, ma che, scoperti gli spiriti del Signor Martin e di Janet litigare nel rifugio antiatomico costruito nel locale caldaie al posto del laboratorio di chimica, Janet ha preso possesso del suo corpo, spodestandone lo spirito di Maddie.

## Episodi
| Stagione         | Episodi | Pubblicazione USA | Pubblicazione Italia |
| ---------------- | ------- | ----------------- | -------------------- |
| Prima stagione   | 8       | 2023              | 2023                 |
| Seconda stagione | 8       | 2025              | 2025                 |

## Personaggi e interpreti

### Personaggi principali
- Maddie Nears (stagione 1-2), interpretata da Peyton List, doppiata in italiano da Emanuela Ionica.[2]
La protagonista della serie, una ragazza del liceo che si ritrova improvvisamente ad essere uno spirito, intrappolata nell'oblio fra la vita e la morte all'interno del suo liceo, in attesa di capire cosa le sia successo. Alla fine della prima stagione ricorda di non essere propriamente morta, ma di aver scoperto gli spiriti del Signor Martin e di Janet litigare nel rifugio antiatomico costruito nel locale caldaie al posto del laboratorio di chimica e che Janet ha preso possesso del suo corpo, spodestandone lo spirito di Maddie.
- Simone Elroy (stagione 1-2), interpretato da Kristian Ventura, doppiato in italiano da Vito Ventura.[2]
Uno dei migliori amici di Maddie, si ritrova improvvisamente a poter parlare con lei, nonostante ella sia morta. Si trova dunque ad aiutarla ad investigare sulle cause della sua morte, raccogliendo testimonianze e mostrandogliele.
- Charley (stagione 1-2), interpretato da Nick Pugliese, doppiato in italiano da Mosé Singh.[2]
Amico di Maddie nell'oblio, ragazzo occhialuto e prima persona conosciuta da Maddie. Charley muore all’interno del liceo a causa di una reazione allergica dovuta a delle patatine fritte.
- Wally Clark (stagione 1-2), interpretato da Milo Manheim, doppiato in italiano da Gabriele Donolato.[2]
Amico di Maddie nell'oblio, ex giocatore di football americano morto proprio giocando nel campo della scuola a causa di un braccaggio: collo spezzato.
- Xavier Baxter (stagione 1-2), interpretato da Spencer MacPherson, doppiato in italiano da Andrea Colombo Giardinelli.[2]
Amico di Maddie, con cui ha avuto un trascorso, è uno dei sospettati dell'omicidio della studentessa. È inoltre figlio dello sceriffo della città.
- Nicole Herrera (stagione 1-2), interpretata da Kiara Pichardo, doppiata in italiano da Giulia Maniglio.[2]
Amica di Maddie, investiga insieme a Simon e gli altri su cosa possa essere successo a Maddie.
- Rhonda (stagione 1-2), interpretata da Sarah Yarkin, doppiata in italiano da Federica Simonelli.[2]
Amica di Maddie nell'oblio, è una studentessa che fu uccisa da un consulente scolastico all'interno del liceo.
- Claire Zomer (stagione 1-2), interpretata da Rainbow Yedell, doppiata in italiano da Ilaria Silvestri.[2]
Ex amica di Maddie, è sospettata del suo omicidio vista anche la relazione segreta con Xavier (ragazzo di Maddie).
- Prof. Everett Martin (stagione 1-2); interpretato da Josh Zuckerman, doppiato in italiano da Federico Zanandrea.[2]
Ex professore, defunto in un incendio del laboratorio di chimica dove insegnava negli anni sessanta e che egli stesso ha appiccato, morendovi assieme a Janet. Guida il gruppo di ragazzi che si trovano nell'oblio.
- Janet (stagione 2); intepretata da Jess Gabor. 
La studentessa morta con il Signor Martin nell'incendio del laboratorio di chimica. In realtà Janet si è impossessata del corpo di Maddie Nears, facendone uscire il proprio spirito, che ora crede di essere morta.

### Personaggi secondari
- Sandra Nears (stagione 1-2), interpretata da Maria Dizzia, doppiata in italiano da Beatrice Caggiula.[2]
Madre di Maddie, sconvolta dalla morte della figlia e che si trova quindi in uno stato di abbandono di sé stessa.
- Signor Anderson (stagione 1-2), interpretato da Patrick Gilmore, doppiato in italiano da Patrizio Prata.[2]
Professore del liceo di Maddy.
- Preside Hartman (stagione 1-2), interpretato da Alex Zahara, doppiato in italiano da Luca Ghignone.[2]
Il preside del liceo.
- Sceriffo Baxter (stagione 1-2), interpretato da Ian Tracey, doppiato in italiano da Alessandro Maria D'Errico.[2]
Sceriffo della città e padre di Xavier.
- Professor Figueroa (stagione 1, ep. 2x01), interpretato da Andres Soto, doppiato in italiano da Ruggero Andreozzi.[2]
Ex compagno di classe e amico di Charley, il suo solo e vero interesse amoroso, di cui è tuttora innamorato.
- Professor Balkin (stagione 1, ep. 2x03), interpretato da Mark Chavez, doppiato in italiano da Ruggero Andreozzi.[2]
- Signor South (stagione 1, ep. 2x07), interpretato da Peter New, doppiato in italiano da Marcello Moronesi.[2]
Il bidello della scuola.
- Dawn (stagione 1, ep. 2x07), interpretata da RaeAnne Boon, doppiata in italiano da Chiara Leoncini.[2]
Studentessa nell'oblio, si rifiuta di voler passare oltre e vive perennemente su un armadietto
- Signora Fields (stagione 1), interpretata da Kalyn Miles, doppiato in italiano da Jolanda Granato.[2]
Professoressa del liceo di Maddy.
- Professor Graziano (stagione 1), interpretato da Jayce Barreiro, doppiato in italiano da Diego Baldoin.[2]

## Produzione
Le riprese della serie sono iniziata nel maggio 2022 a Vancouver, in Canada.

## Distribuzione
La serie è stata pubblicata su Paramount+ originariamente dal 9 marzo 2023. In Italia è stata pubblicata a partire dal 30 giugno dello stesso anno.
Nel giugno 2023 viene annunciato che la serie è stata rinnovata per una seconda stagione.
Nel gennaio 2025 viene distribuito il trailer e viene annunciato che la seconda stagione sarà disponibile dal 30 gennaio sul servizio di streaming on demand Paramount+.

## Accoglienza
La serie ha ricevuto una critica dell'83% di recensioni positive basata su 18 voti su Rotten Tomatoes.